# Dreifaltigkeitskirche (Boguschütz)

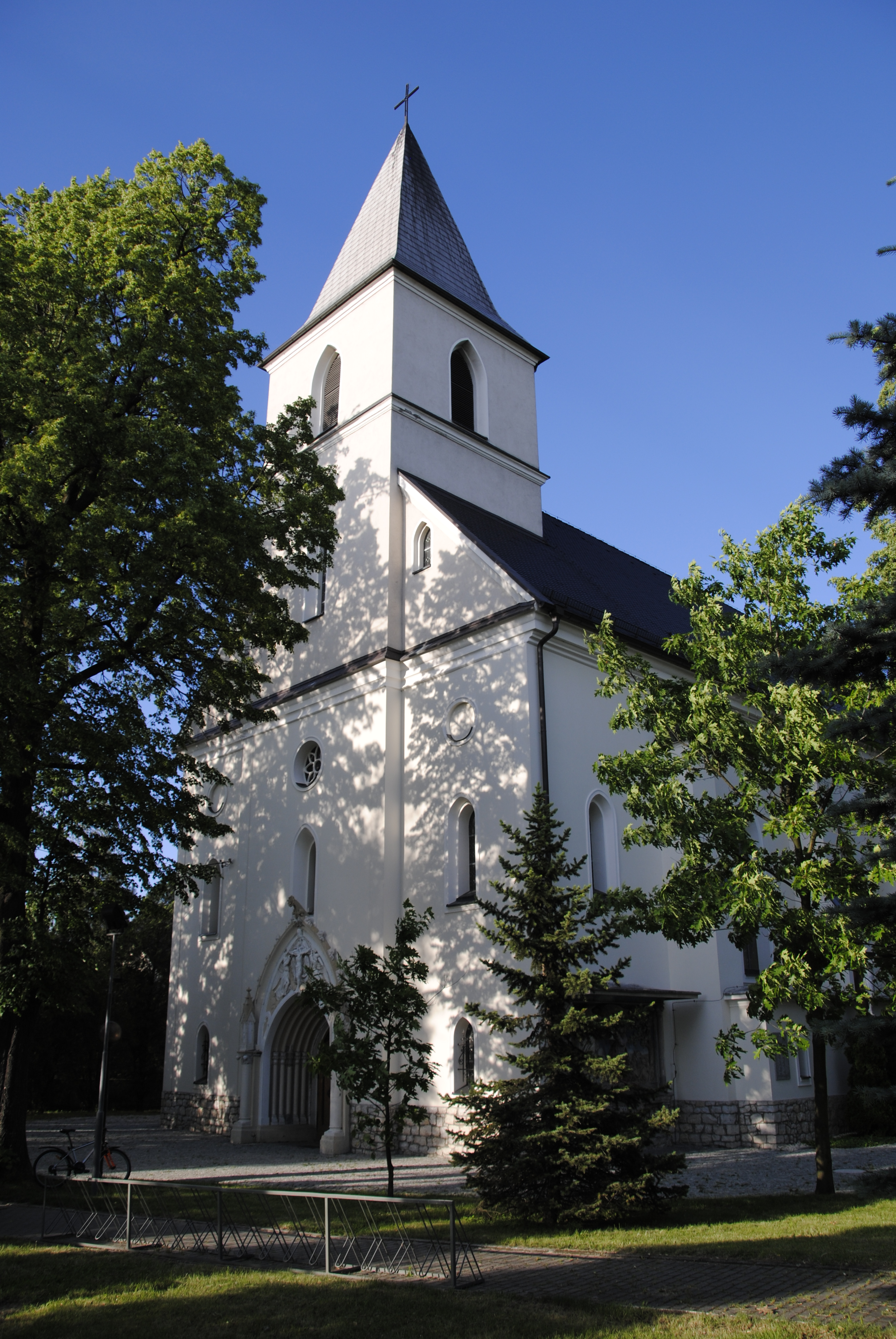
Dreifaltigkeitskirche Boguschütz, Westportal mit Glockenturm

Die Dreifaltigkeitskirche  (polnisch Kościół Trójcy Świętej) ist eine römisch-katholische Kirche in der oberschlesischen Ortschaft Boguschütz (Boguszyce). Die Kirche ist die Hauptkirche der Pfarrei Dreifaltigkeit (Parafia Kościół Trójcy Świętej) in Boguschütz. Das Gotteshaus liegt im Ortskern an der ul. Opolska 19 (Oppelner Straße).

## Geschichte

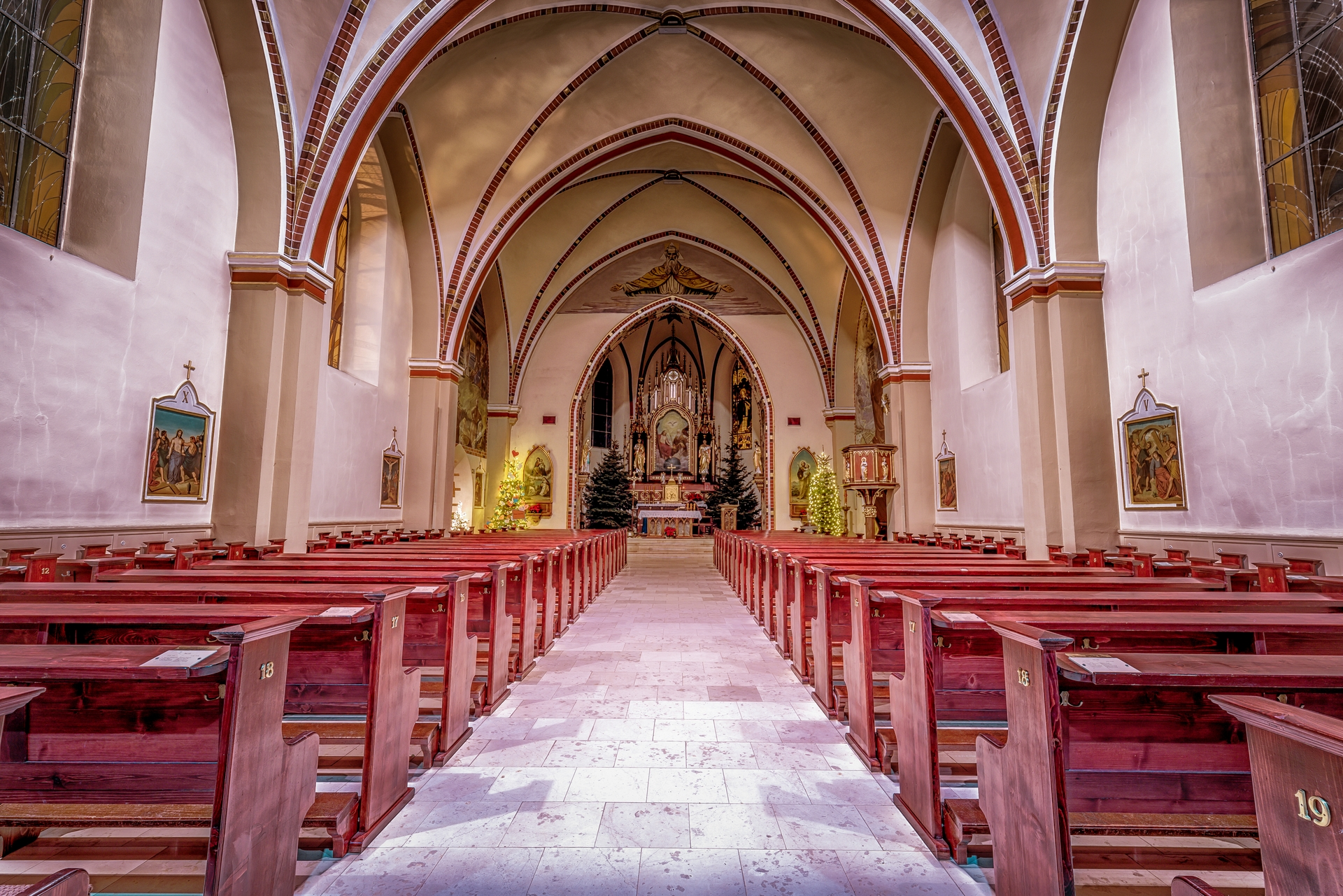
Innenraum mit Hauptaltar

Die Dorfbewohner von Boguschütz gehörten ursprünglich zu Pfarrei in Chrzumczütz. Nach ersten Bestrebungen zum Bau einer örtlichen Pfarrkirche in der Mitte des 19. Jahrhunderts erfolgte 1868 bis 1872 der Bau der Backsteinkirche, die am 25. Januar 1874 geweiht wurde.
Während des Zweiten Weltkriegs wurde das direkt westlich der umkämpften Oder liegende Dorf gegen Ende Januar 1945 von der vorrückenden Roten Armee eingenommen. Dabei wurden zahlreiche Zivilisten getötet. Zu den Opfern zählte auch Pfarrer Franz Walloschek.
Die Dreifaltigkeitskirche steht seit 2013 unter Denkmalschutz.

## Architektur und Ausstattung
Die Kirche steht auf einem rechteckigen Grundriss und besitzt an der Westfassade einen in den Baukörper integrierten Glockenturm mit Spitzdach. Das Innere entstand im neogotischen Stil. 